# Transkreation
Transkreation ist ein Begriff aus den Übersetzungswissenschaften. Bei der Transkreation wird eine Übertragung des Textes in den kulturellen Kontext des Empfängers angestrebt, so dass sich das Ergebnis im Gegensatz zu einer sich nah am Ursprungstext haltenden Übersetzung relativ weit vom Ursprungstext entfernen kann.

## Etymologie
Der Begriff stellt eine Synthese der Wörter Translation und Kreation dar. Im angelsächsischen Sprachgebiet hat sich bereits seit längerem der Begriff transcreation eingebürgert. Seit einiger Zeit hat sich im deutschsprachigen Raum in der Übersetzungsbranche analog der Terminus Transkreation etabliert.

## Nutzung in der Werbung
In der Werbung spielt die Berücksichtigung veränderter kultureller Bedingungen und Zusammenhänge bei der Übersetzung eines Werbetextes eine entscheidende Rolle. Der Ausgangstext wird dabei in der anderen Sprache an die spezifischen Bedürfnisse eines bestimmten geografischen Zielmarktes, einer Zielgruppe, eines Marktsegments oder einer Kundengruppe angepasst. Insbesondere werden auch unterschiedliche kulturelle und sprachliche Gepflogenheiten in den jeweiligen Kulturräumen, auf die eine Transkreation abzielt, berücksichtigt. Eine solche Werbeübersetzung wird auch als Adaption bezeichnet. Eine dezidiert werbliche Übersetzung erfordert neben der übersetzerischen Qualifikation besondere Fähigkeiten, wie sie Texter in Werbeagenturen und Kommunikationsagenturen, sogenannte Copywriter, auszeichnen, ebenso wie interkulturelle Kompetenz.